# Anouk Beugels
Anouk Beugels (Nijmegen, 1981) is een Nederlands regisseuse, theatermaakster en producente, vooral bekend om haar werk in het muziektheater. Beugels combineert actuele thema's en universele verhalen met een experimentele benadering van vorm en presentatie. Ze wordt vaak geassocieerd met het emanciperen van het genre musical, door het te vernieuwen en toegankelijker te maken voor een breder publiek.

## Leven en werk
Na de middelbare school volgde ze de acteursopleiding aan de Toneelacademie Maastricht. Na enige jaren in het werkveld als actrice actief te zijn geweest, maakte zij de overstap naar het (muziektheater)onderwijs, als kerndocent bij Jeugdtheater Hofplein en niet lang daarna als coördinator van de vooropleiding van Codarts Muziektheater. Sinds 2012 was zij hoofd van de afdeling Muziektheater van Codarts. In deze functie combineerde zij de rol van artistiek leider (waaronder die van regisseur) met die van onderwijsmanager en verzorgde zij vele regies.
Beugels werkt niet alleen als regisseur, maar produceert met haar stichting NANOEK ook nieuwe musicals. Ze koppelt daar jong talent aan meer ervaren makers en artiesten. Naast het regisseren van haar eigen werk is Beugels onder meer actief als regisseuse bij MusicalMakers, Club Lam, RAST en het Bijlmer Parktheater.

### Bekende producties
Beugels heeft meerdere bekende producties op haar naam staan. De voorstelling LOKROEP, de #WeToo musical, draaide om grensoverschrijdend gedrag. Deze musical was de eerste over het onderwerp. Haar productie MELK, een motherfokking musical, over moederschap, won vijf musicalawards op het Musical Awards-gala 2024 en was daarmee een van de grote winnaars. De musical was gebaseerd op haar eigen leven: ze was een van de eersten in haar vriendenkring die een kind kreeg en voelde zich erg eenzaam. De reeds bestaande musical The Last Five Years, herinterpreteerde ze vanuit vrouwelijk oogpunt.
Haar werk wordt door publiek en critici geprezen om de innovatieve manier waarop ze muziek en theater samenbrengt, en om de manier waarop ze complexe thema's op een toegankelijke manier over laat komen. Wel is er kritiek geuit dat sommige onderwerpen erg zwaar zijn.